# Jan-Olof Johansson

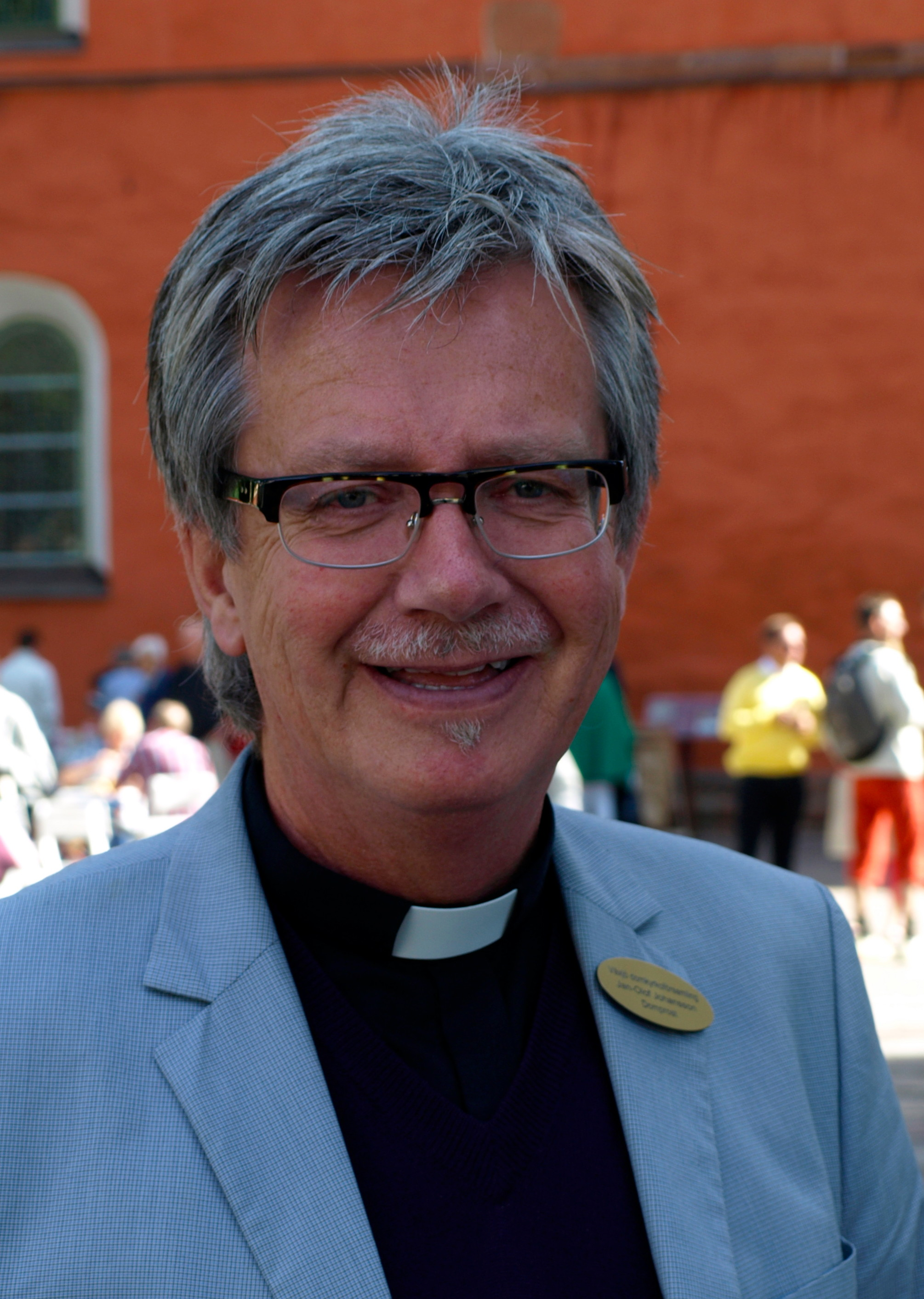
Jan-Olof Johansson

Jan-Olof Johansson (* 22. April 1948 in Lekeryd, Gemeinde Jönköping) ist ein schwedischer lutherischer Bischof. Bis 2015 leitete er das Bistum Växjö der Schwedischen Kirche.

## Leben
Johansson studierte Theologie und Philosophie. Nach der Ordination 1980 holte Bischof Sven Lindegård ihn bald in die Bistumskanzlei nach Växjo. 2006 wurde er Dompropst am Dom zu Växjö. 2010 wurde er als Nachfolger von Sven Thidevall, dem er bei der Wahl 2006 noch unterlegen war, als Bischof des Bistums Växjö gewählt und am 21. November geweiht. Sein Nachfolger wurde 2015 Fredrik Modéus.

## Werke (Auswahl)
- Jan-Olof Johansson, Stig Norin (red:): Född i Betlehem: Svenska Jerusalemsföreningen etthundra år. Svenska Jerusalemsföreningen, Ingelstad 2000 Libris 7454725. ISBN 91-630-9511-4
- Pilgrimsbok för färd i heligt land. Verbum i samarbete med Svenska bibelsällsk., Stockholm 1996. Libris 7411826. ISBN 91-526-2437-4 (korr.)
- Präster i Växjö stift: minnesteckningar vid präst- och diakonmötet i Växjö 2005. Minnesteckningar / Växjö stiftshistoriska sällskap, 1101–5616; 4. Verbum, Stockholm 2005. Libris 10002733. ISBN 91-526-4701-3 (Verbum)
- Bo Eek, Agne Josefsson, Jan-Olof Johansson, Renée Danielson (red.): Öppna kyrkan! Svenska kyrkans fritidskommitté, [Östersund] 1986. Libris 605195